# 农家
农家，又被称为重农学派，是中国战国时期诸子百家之一。
认为当时统治者应该像神农一样，和人民一起耕种，一起决策，鼓励农业发展，教导人民种植以促进农业技术的提高。因为他们认为农业是社会稳定繁荣的基石。农家在秦朝时期被压制，大多数原著都亡佚了，但和农家最初相关联的概念对法家和儒家甚至整个中国哲学产生了影响。它深深地影响了中国人的想法。

## 主張
《汉书·艺文志·诸子略》：「农家者流盖出于农稷之官。播百谷，劝农桑，以足衣食。故八政：一曰食，二曰货。孔子曰：『所重民食。』此其所长也。及鄙者为之，以为无所事圣王，欲使君臣并耕，悖上下之序。」《汉书》评价农家为“鄙者”的“以为无所事圣王，欲使君臣并耕”，这是“悖上下之序”的。
《汉书·艺文志》著录的农家著作共“九家，百一十四篇”，其中能确定为先秦农家著作的，则只有三家五十四篇（“《神农》二十篇”、“《野老》十七篇”、“《宰氏》十七篇”），其余都是汉人的作品。但这些著作却无一例外地亡佚了，后人只能从《管子》、《吕氏春秋》、《淮南子》等书中进行辑佚。
- 《孟子·滕文公上》陈相道许行之言曰：「賢者與民並耕而食，饔飧而治」：賢德的國君應該要和百姓一同耕種獲得自己的糧食，自己做早晚餐並處理國事。《吕氏春秋．上农》篇引“后稷曰”：“以务耕织者，以为本教矣”之后，也说：“是故天子亲率诸侯耕帝籍田，大夫士皆有功业……后妃率九嫔蚕于郊，桑于公田。”
- 「倉廩府庫，是厲民而以自養也」：反對國君設倉庫儲存米榖，認為有府庫積聚財貨，就是傷害人民來供養自己，並否定國君擁有倉庫、府庫的物權。
- 主張依據產品的長短、大小等數量、質量規定價格，不贊成商人居中剝削，反對抬高物價的欺詐行為。
- 强调农业的重要性，倡导“务耕织”。“播百谷，劝耕桑，以足衣食”。《吕氏春秋·爱类》神农之教曰：“士有当年而不耕者，则天下或受其饥；女有当年而不绩者，则天下或受其寒矣。”《吕氏春秋·上农》后稷曰：“所以务耕织者，以为本教也”. 《淮南子·齐俗训》神农之法曰：“丈夫丁壮而不耕，天下有受其饥者；妇人当年而不织，天下有受其寒者。”《汉书·食货志上》神农之教曰：“有石城十仞，汤池百步，带甲百万而无粟，弗能守也。”
- 农田耕作之法，即农业技术。《吕氏春秋·任地》后稷曰：“子能以窐为突乎？子能藏其恶而抑之阴乎？子能使吾土靖而甽浴土乎？子能使保温安地而处乎？子能使雚夷毋淫乎？子能使藳薮节而茎坚乎？子能使穗大而坚均乎？子能使粟圜而薄糠乎？子能使米多沃而食之彊乎？无之若何？”

- 调剂丰歉，即农业经济学。《管子·揆度》神农之数曰：“一穀不登，減一穀，穀之法什倍。二穀不登，減二穀，穀之法再什倍，夷疏滿之。無食者予之陳，無種者貸之新。”

## 批評
陳相與孟子有過爭論。農家主與民同耕，進而論及君民並耕，故被孟子斥為「夫物之不齊，物之情也。或相倍蓰，或相什伯，或相千萬。子比而同之。是亂天下也。巨屨小屨同賈，人豈為之哉！從許子之道，相率而為農者也，惡能治國家。」

## 與其他学派的关系
法家論治，首重耕戰，不特李悝、商鞅。而二人言之尤兢兢。故劉向疑《神農》書為二人所說，是己。人情貴遠賤近，尊古卑今。故先秦諸子之言道術者，必高遠其所從來，託荒古不可知之人以備其書。故由此看之，《神農》一書既為法家者著，而可見法家亦重農事。但农家并没有像法家一样极力维护君主专制、与民为敌，而是站在底层劳动人民的立场上反对统治者的不劳而食，这又与墨家相通。
總而論之，因農家書多為農圃之技，而非學理，故能免於秦始皇之《焚書令》。但其最高之理想為與民同耕，雖為一大之平等階級口號，但亦不容於儒家的等级尊卑制度，是故其著多亡佚。